# Esther Hart
Esther Hart, nata Esther Katinka Hartkamp (Epe, 3 giugno 1970), è una cantante olandese.
Ha partecipato all'Eurovision Song Contest 2003 in rappresentanza dei Paesi Bassi con il brano One More Night.